# ANTI-Records
ANTI-Records ist ein US-amerikanisches Independent-Label und wurde 1999 als Sublabel von Epitaph Records gegründet. Label-Chef ist Andy Kaulkin. Während sich Epitaph auf Punkrock konzentriert, ist das Engagement von ANTI- breiter gefächert und reicht von Hip-Hop (Blackalicious) über Reggae (Buju Banton) und Country (Merle Haggard) hin zu Indie-Rock (Elliott Smith). Das Label erregte erstmals 1999 Aufsehen, als Tom Waits seine Mule Variations bei ANTI- vertreiben ließ. Einige andere etablierte Künstler wechselten in der Folgezeit von ihren Major-Labeln zu ANTI-, darunter Marianne Faithfull und die Rhythm-and-Blues-Legenden Solomon Burke und Bettye LaVette.

## Bands bei ANTI-Records (Auswahl)
- Billy Bragg
- Blackalicious
- Buju Banton
- Solomon Burke
- Busdriver
- Kate Bush
- Dead Man’s Bones
- Deafheaven
- DeVotchKa
- Dr. Dog
- Marianne Faithfull
- The Frames
- The Field
- Michael Franti
- Galactic
- Greg Graffin
- Grinderman
- Merle Haggard
- Joe Henry
- Jolie Holland
- Islands
- Eddie Izzard
- Daniel Lanois
- Bettye LaVette
- The Locust
- Man Man
- Bob Mould
- Neko Case
- Nick Cave and the Bad Seeds
- One Day as a Lion
- Pete Philly & Perquisite
- Porter Wagoner
- Ramblin’ Jack Elliott
- The Robocop Kraus
- Xavier Rudd
- Andy Shauf
- Sierra Leone’s Refugee All Stars
- Spoon
- Elliott Smith
- Son Little
- Mavis Staples
- Tricky
- Tom Waits
- Chuck E. Weiss
- Tinariwen
- The Weakerthans
- Youth Group